# Langues sabaki
Les langues sabaki sont des langues de la Côte swahilie, dont le nom provient du fleuve Sabaki, comprenant les langues swahilies, l’ilwana (en) et le mwani au Mozambique ainsi que les langues mijikenda (en), le pokomo et les langues comoriennes (anjouanais, grand-comorien, mahorais, mohélien). Dans la classification de Malcolm Guthrie, les langues swahilies sont dans la zone G et les autres langues sabaki sont dans la zone E70.